# Мовсесян, Сергей Оганесович
Сергей Оганесович Мовсесян (род. 20 декабря, 1928, село Мец-Шен, Азербайджанская ССР) — советский и российский зоолог, паразитолог, директор института паразитологии РАН, академик Национальной академии наук Республики Армения, лауреат премии имени К. И. Скрябина (2002).

## Биография
Родился 20 декабря 1928 года в селе Мец-Шен НКАО Азербайджанской ССР.
В 1951 году окончил Ереванский зооветеринарный институт. С 1953 по 1955 год  исполнял должность ветврача-ординатора и занимался изучением жизненных циклов возбудителей фасциолёза. 
В 1955 году С.О Мовсесян переезжает из Армении в Молдавию, где был приглашен на должность главного ветеринарного врача Каларашского района (1955-1959). 
В 1959 году поступил в аспирантуру Всесоюзного института гельминтологии им. К.И. Скрябина. В 1962 году защитил кандидатскую диссертацию на тему "Гельминты, динамика основных гельминтозов домашних водоплавающих птиц и гельминтологическое обследование водоемов в Молдавской ССР".
В 1972 году защитил докторскую диссертацию на тему "Морфолого-систематическая, биологическая, зоогеографическая характеристика цестод подотряда Davaineata skrjabin, 1940 и опыт установления их филогенетических связей".
В 1989 году присвоено учёное звание профессора.
В 1982 году  избран членом-корреспондентом, а в 1990 году — академиком НАН РА.
Учёным подготовлено пятнадцать кандидатов и шесть докторов биологических наук в области гельминтологии и паразитологии.

## Научная деятельность
Круг научных исследований С.О. Мовсесяна охватывает различные аспекты общей паразитологии и гельминтологии, в частности: изучение гельминтофауны позвоночных, расшифровку паразито-хозяинных отношений, гостальное и зоогеографическое распространение паразитических организмов, нейробиологические и молекулярно-генетические аспекты их жизнедеятельности.
Научный руководитель Научного центра зоологии и гидроэкологии НАН РА, научный руководитель Совместного научно-экспериментального центра Института зоологии НЦЗГЭ НАН РА и Института проблем экологии и эволюции имени А. Н. Северцова РАН, заведующий лабораторией общей гельминтологии и паразитологии Института зоологии НЦЗГЭ НАН РА.

## Общественная деятельность
Вице-президент гельминтологического общества РАН, председатель научного совета по паразитологии РАН, член гельминтологического общества Вашингтона, председатель специализированного совета по паразитологии РАН, член Общества паразитологов Болгарии, член редакторской коллегии журнала «Experimental Pathology and Parasitology» Академии наук Болгарии и «Российского паразитологического журнала» РАН, главный редактор множества монографий и книг по гельминтологии

## Награды
- Орден Дружбы (20 декабря 2024 года) — за заслуги в научной деятельности и многолетнюю добросовестную работу[5]
- Серебряная медаль ВДНХ
- Премия имени К. И. Скрябина (2002) — за серию работ «Изучение видового разнообразия, таксонометрии и систематики цестод подотряда Davaineata Skrjbin, 1940»
- Заслуженный деятель науки Республики Армения (2013 г.)
- Медаль имени Е. Павловского
- Медаль имени Г. Менделя
- грамоты РАН и НАН РА

## Основные труды
- Мовсесян С. О. Цестоды фауны СССР и сопредельных территорий (Давэнеаты). — М.: Наука, 1977. — 272 с.

- Мовсесян С. О. Основы цестодологии. Т. 13. Ч. 1: Давэнеаты — ленточные гельминты животных и человека / С. О. Мовсесян С. О.; Отв. ред. С. А. Беэр; Рец.: А. С. Бессонов, Н. Б. Теренина. — М.: Наука, 2003. — 400 с. — ISBN 5-02-002864-9.
- Мовсесян С. О. Основы цестодологии. Т. 13. Ч. 2: Давэнеаты — ленточные гельминты животных и человека / С. О. Мовсесян С. О.; Отв. ред. С. А. Беэр; Рец.: А. С. Бессонов, Н. Б. Теренина. — М.: Наука, 2003. — 264 с. — ISBN 5-02-002738-3.
- Мовсесян С. О., Чубарян Ф. А., Никогосян М. А. Трематоды фауны юга Малого Кавказа. — М.: Наука, 2004. — 280 с. — ISBN 5-02-032885-5.
- Мовсесян С. О., Чубарян Ф. А., Никогосян М. А. Цестоды фауны юга Малого Кавказа. — М.: Наука, 2006. — 336 с. — ISBN 5-02-034097-9.